# Csaba Bukta
Csaba Bukta, né le 25 juillet 2001 à Törökszentmiklós en Hongrie, est un footballeur hongrois. Il évolue au poste d'ailier droit au SCR Altach.

## Biographie

### En club
Né à Törökszentmiklós en Hongrie, Csaba Bukta est formé par le club local du Törökszentmiklósi FC, puis au Debreceni VSC. Il est recruté en 2018 par le Red Bull Salzbourg, où il poursuit sa formation. Il est dans un premier temps intégré à l'équipe partenaire de Salzbourg, le FC Liefering, où il joue son premier match en professionnel, le 8 mars 2019 contre l'équipe réserve du FK Austria Vienne, en championnat. Il entre en jeu à la place de Alexander Schmidt et se fait remarquer en inscrivant également son premier but, permettant aux siens d'égaliser (1-1 score final). Le 19 juillet 2020 il réalise un doublé contre le Grazer AK, en championnat. Il contribue ainsi à la victoire de son équipe par cinq buts à deux.
Le 18 janvier 2021, il est prêté jusqu'à la fin de la saison au SCR Altach. Le 24 janvier suivant il fait sa première apparition sous ses nouvelles couleurs, contre le Red Bull Salzbourg en championnat. Il entre en jeu et son équipe s'incline (0-2).
Le 6 juillet 2021 Bukta rejoint définitivement le SCR Altach, s'engageant pour un contrat courant jusqu'en juin 2024.

### En sélection
Avec l'équipe de Hongrie des moins de 18 ans, Bukta joue trois matchs en 2019 et marque son seul but contre l'Italie, lors de sa première apparition le 17 avril (victoire 4-0 des Hongrois).
Csaba Bukta joue son premier match avec l'équipe de Hongrie espoirs lors du championnat d'Europe espoirs 2021, le 27 mars 2021 contre la Roumanie, où il entre en jeu en fin de match. Son équipe s'incline ce jour-là (0-3 score final). Il joue trois rencontres lors de ce championnat d'Europe organisé en Hongrie et en Slovénie. Avec un bilan de trois défaites en trois matchs, onze buts encaissés et deux buts marqués, la Hongrie ne dépasse pas le premier tour.